# Eysturkommuna
Eysturkommuna er en kommune på Færøerne som ligger på østkysten af Eysturoy. Kommunen blev oprettet den 1. januar 2009, da Leirvík og Gøta kommuner slog sig sammen. Rådhuset ligger i den største bygd Norðragøta. Øvrige bygder er Syðrugøta, Gøtugjógv, Gøtueiði og Leirvík. Den 1. januar 2014 havde Eysturkommuna 1 933 indyggere, hvilket gør den til Færøernes femtestørste kommune.

## Politik
Seneste kommunalvalg blev afholdt den 13. november 2012, og valgte kommunestyre for perioden 2013–2016:
| Lister                                                                | Stemmer | Stemmer | Procent | Procent | Mandater | Mandater |
| Lister                                                                | #       | ±       | %       | ±       | #        | ±        |
| --------------------------------------------------------------------- | ------- | ------- | ------- | ------- | -------- | -------- |
| A – Fólkaflokkurin                                                    | 167     | −80     | 13,4    | −7,4    | 1        | −1       |
| B – Sambandsflokkurin                                                 | 258     | −58     | 20,8    | −5,8    | 2        | ±0       |
| C – Javnaðarflokkurin                                                 | 239     | −61     | 19,2    | −6,1    | 2        | ±0       |
| E – Tjóðveldi                                                         | 407     | +85     | 32,7    | +5,6    | 3        | ±0       |
| F – Framsókn                                                          | 172     | +172    | 13,8    | +13,8   | 1        | +1       |
| Totalt                                                                | 1 250   |         | 100,0   |         | 9        |          |
| Borgmester: Jóhan Christiansen (E) Viceborgmester: Oluffa Joensen (C) |         |         |         |         |          |          |